# بوب تالبوت
بوب تالبوت (بالإنجليزية: Bob Talbot)‏ هو لاعب كرة قاعدة أمريكي، ولد في 6 يونيو 1927 في فيساليا في الولايات المتحدة، وتوفي بنفس المكان في 31 أكتوبر 2017.

## وصلات خارجية
- بوب تالبوت على موقعبيزبول رفرنس.كوم (الدوري الرئيسي) (الإنجليزية)